# Jezioro Rusałka (Poznań)
Jezioro Rusałka (także zbiornik Rusałka, Rusałka – nazwa proponowana) – jezioro zaporowe o powierzchni 36,7 ha, powstałe w l. 1941–1942, leżące w Poznaniu, w zachodnim, golęcińskim klinie zieleni. Zasilane przez Bogdankę i Golęcinkę. Powierzchnia zlewni – 26,6 km². Trasa wokół jeziora ma ok. 3,5 km.

## Nazwa
Podczas okupacji niemieckiej zbiornik otrzymał nazwę Elsensee od niemieckiej nazwy pobliskiego młyna – Elsenmühle. Po zakończeniu wojny nadano mu metaforyczno-kulturową nazwę Rusałka pochodzącą od nimf wodnych.

## Historia i otoczenie

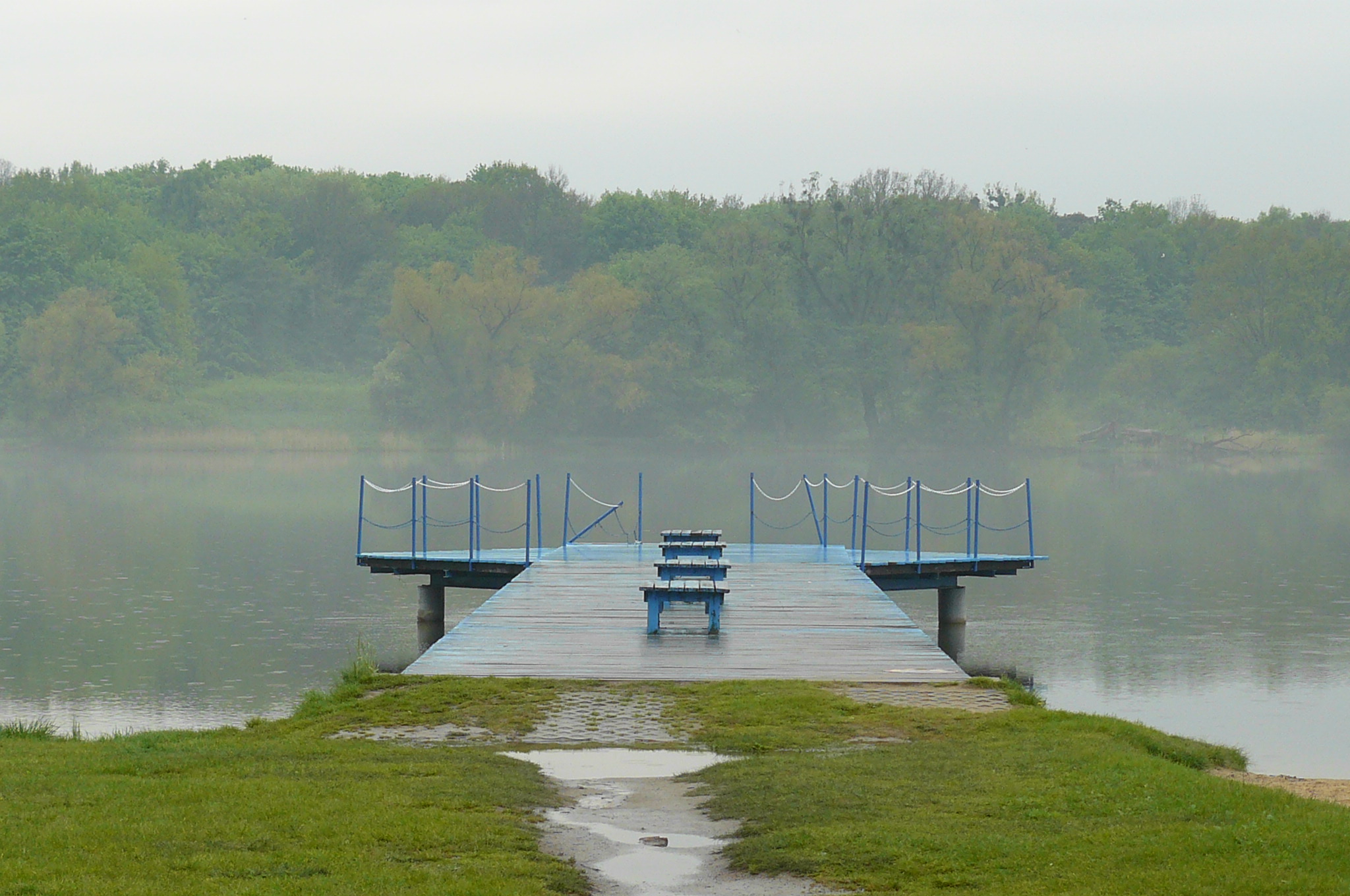
Widok z północnego brzegu

W miejscu obecnego jeziora pod koniec XIX wieku wzniesiona została niewielka trapezowa bateria stanowiąca element fortyfikacji Twierdzy Poznań zwana Baterią Bogdanka (Bogdanka Batterie). Znajdowały się tu także nieużytki, na których obozy rozbijali Cyganie, dwie glinianki nazywane potocznie Zuzanną i Byczym Jajem oraz wysypisko śmieci.
Jezioro powstało w latach 1941–1942, w trakcie niemieckiej okupacji Polski, poprzez spiętrzenie wód rzeki Bogdanki. Prace ziemne związane z utworzeniem zbiornika rozpoczęto w maju 1941 i trwały one 16 miesięcy. Do ich wykonania Niemcy zmusili Polaków oraz Żydów osadzonych w niemieckich obozach pracy przymusowej na terenie Poznania. Do utwardzania dna wykorzystywano macewy, po likwidowanej synagodze i cmentarzu żydowskim przy ul. Głogowskiej. Jezioro miało stanowić serce kompleksu rekreacyjnego Golęciński Park Ludowy (niem. Golnauer Volkspark). W jego sąsiedztwie planowano zbudować lunapark, linię kolejki wąskotorowej, ścieżki rowerowe, sauny, restauracje i halę sportową. Z powodu pogarszającej się sytuacji wojennej okupacyjne władze Poznania tych planów nie zrealizowały.
W 1960 na północnym brzegu jeziora powstał ośrodek wypoczynkowy z trawiasto-piaszczystą plażą, wypożyczalnią sprzętu wodnego i polem kempingowym.
W lasach otaczających zbiornik znajdują się 3 pomniki upamiętniające miejsca kaźni ze stycznia 1940 roku, kiedy niemieckie SS dokonało masowych egzekucji więźniów obozu zagłady Fortu VII w Poznaniu:
- na północnym brzegu – gdzie stracono 20 osób
- na południowym brzegu – gdzie stracono 40 osób
- na wschodnim brzegu – gdzie stracono 2000[8] osób

Na zachodnim brzegu akwenu znajduje się miejsce, gdzie mieszkańcy Poznania spontanicznie składają kwiaty dla upamiętnienia ofiar zbrodniczych wydarzeń znad Rusałki. Na początku XXI wieku ustawiono tu drewniany krzyż. Odwiedzający składają tu kwiaty, znicze i zamieszczają informacje o miejscu pamięci. Poznański dziennikarz Krzysztof M. Kaźmierczak uznał ten obiekt za mauzoleum ofiar mordów. Według ustaleń Piotra Bojarskiego, dziennikarza Gazety Wyborczej, są to pozostałości po estradzie wojskowej postawionej w okresie powojennym.
Na obiekt składa się pięć stopni z sześcianów granitowych i niewielki ślad cokołu. Wieloletni kierownik Zakładu Zieleni Miejskiej na Jeżycach wyjaśnił, że choć poznaniacy w tym miejscu co roku spontanicznie składają tam kwiaty i palą znicze, to rzeczywiste miejsce kaźni i pomnik są oddalone o 100 metrów. W 2012 poinformowano, że miasto zamierza odnowić trzy rzeczywiste pomniki upamiętniające ofiary zbrodni oraz teren wokół nich.

## Przyroda
Florę okolic akwenu tworzy 314 gatunków roślin naczyniowych, które pochodzą z 195 rodzajów i 69 rodzin. Najliczniej reprezentowane rodziny to: Poaceae (11,1%), Asteraceae (10,9%), Rosaceae (9,9%), Fabaceae (5,7%) oraz Lamiaceae (4,4%). Udział pozostałych 64 rodzin wynosi 58%. Zespoły tworzą przede wszystkim gatunki rodzime (76,4%), z czego spontaneofity półsynantropijne stanowiły 21%, a apofity związane z siedliskami powstałymi w wyniku działalności człowieka – 55,4%. Gatunki obce stanowią 23,6% flory terenów nadjeziornych. Najliczniej reprezentowane są kenofity (15,9%), potem archeofity (6,4%) oraz efemerofity (1,3%). Wśród 74 gatunków obcych dominują zadomowione (52 gatunki – 70,3%). Gatunki inwazyjne w tej grupie stanowią 25,7% (19 gatunków). We florze występuje 26 gatunków wskaźnikowych starych lasów (sensu Dzwonko i Loster).
Roślinność okolic Rusałki tworzy 41 zbiorowisk, w tym 34 zespoły roślinne. Przeważają w tym zbiorowiska naturalne (65,8%, przede wszystkim auksochoryczne, 48,8%). Wśród antropogenicznych najwięcej jest ksenospontanicznych (17,1%), jak również półnaturalnych (14,6%), a najmniej ruderalnych (2,4%). W ogóle nie stwierdzono natomiast zbiorowisk segetalnych. Dziesięć zbiorowisk jest zagrożonych w skali kraju, a dwanaście w skali Wielkopolski. Najbardziej zagrożone z nich to zespół Populetum albae.
Powierzchniowo dominują zespoły leśne (Galio-Carpinetum i Fraxino-Alnetum). W kompleksie z Fraxino-Alnetum występują też olsy Carici elongatae-Alnetum. Zespoły te mają symptomy degeneracji (głównie brak dobrych gatunków diagnostycznych, ekspansja gatunków okrajkowych i łąkowych, neofityzacja). Najważniejsze zespoły to: Filipendulo-Geranietum palustris, Arrhenatheretum eliatioris i Phragmitetum communis.
Najbliżej jeziora i rzeki Bogdanki rosną łęgi olszowo-jesionowe Fraxino-Alnetum (gleby torfowe i murszowe). Spośród gatunków charakterystycznych dla tego zespołu rośnie porzeczka zwyczajna. Drzewostan tworzy w największej mierze olsza czarna. Warstwę krzewów budują głównie dereń świdwa i czeremcha zwyczajna.
Jezioro okalają ubogie zespoły pałki wąskolistnej i trzciny pospolitej. Przy wpływie Bogdanki rośnie manna mielec i sit jeziorny. W wodach występują: wywłócznik, moczarka kanadyjska, mech jawajski, grążel żółty i rzęsa trójrowkowa. Drzewa porastające tereny wokół zbiornika to głównie olsza czarna, olsza szara, wierzba krucha, topola biała i leszczyna.
Oprócz powyższego, w latach 60. XX wieku, stwierdzono w sąsiedztwie akwenu występowanie następujących rzadkich roślin: nasięźrzał pospolity, pępawa różyczkolistna, storczyk samczy i turówka wonna. W 2005 i 2008 w zaroślach nadbrzeżnych na południowym brzegu oraz przy drodze otaczającej jezioro znaleziono stanowisko rzadkiej róży wirginijskiej.
W 2011 na kwiatach w okolicy akwenu stwierdzono występowanie orszoła paskowanego, a w 2014 na pniu jarzębu pospolitego na brzegu jeziora znaleziono robotnicę rzadkiego gatunku mrówkowatych: Temnothorax corticalis. Stanowisko to jest trzecim na terenie Niziny Wielkopolsko-Kujawskiej i pierwszym, na którym gatunek Temnothorax corticalis został na tym terenie stwierdzony w zieleni miejskiej. W lipcu 2018 na brzegach jeziora pojawiły się setki martwych małży (bez towarzystwa martwych ryb). Mimo prób wyjaśnienia zjawiska wysunięto jedynie dwie hipotezy zaistnienia takiego zjawiska: wysoka temperatura połączona z brakiem tlenu oraz redukcja przy niskiej zawartości tlenu siarczanu żelaza (używanego do rekultywacji akwenu) do siarczynu, a potem do trującego siarkowodoru.

## Wędkarstwo i jeździectwo
Jezioro typu sandaczowego. Występują także: karp, węgorz europejski, leszcz, lin, ukleja, amur biały, szczupak pospolity, krąp, jazgarz, płoć, wzdręga, okoń europejski i ciernik. Zbiornik bardzo popularny wśród wędkarzy, zwłaszcza w weekendy.
W okolicy akwenu istnieją tereny rekreacyjne dla jeździectwa konnego, na co wpływ ma bliskość hipodromu Wola.

## Inne
Całe jezioro otoczone jest lasami i stanowi ważny ośrodek rekreacyjny dla mieszkańców miasta. Odbywają się tutaj imprezy sportowe i rekreacyjne różnego szczebla, m.in. Grand Prix Poznania w biegach przełajowych, czy noworoczne spotkania cyklistów. W 1982 rozegrano na tym akwenie XIV Mistrzostwa Polski w Ratownictwie Wodnym.
Akwen jest popularny wśród poznańskich naturystów. Dawniej gromadzili się oni przede wszystkim na plaży południowej. Obecnie jest ich tam mniej – przenieśli się w miejsca styku wody z lasem.
Jezioro było kilkakrotnie wykorzystywane jako plener przez filmowców, na przykład w filmie Ogniem i mieczem „zagrało” Dniepr.
W 2020 studenci Wydziału Socjologii Uniwersytetu im. Adama Mickiewicza przedstawili raport, w którym opisano problematykę współczesnych sposobów doświadczania jeziora Rusałka i jego okolic przez mieszkańców poznańskich dzielnic: Sołacza, Golęcina, Ogrodów i Woli.